# Najee Harris
Pour les articles homonymes, voir Harris.
(en) Statistiques sur pro-football-reference
Najee Jerome Harris, né le 9 mars 1998 à Martinez, est un sportif professionnel américain de football américain jouant au poste de running back dans la National Football League (NFL) depuis la saison 2021 et pour la franchise des Chargers de Los Angeles depuis 2025.
Auparavant, il a joué au niveau universitaire pour le Crimson Tide de l'université de l'Alabama pendant quatre saisons au sein de la NCAA Division I FBS et sa Southeastern Conference (2017-2020). Il remporte deux titres de champion national au terme des saisons 2017 et 2020.
Harris est ensuite sélectionné en 24e position lors du premier tour de la draft 2021 de la NFL par la franchise des Steelers de Pittsburgh avec qui il obtient une sélection au Pro Bowl, avant de rejoindre dès 2025 les Chargers.

## Biographie

### Jeunesse
Najee Harris naît le 9 mars 1998 à Martinez en Californie. Il est le benjamin des cinq enfants de Tianna et Curt Harris. Il a également quatre demi-frères et sœurs du côté de son père. Sa mère n'a pas de diplôme, son père cumule les addictions, notamment de drogue, entraînant des difficultés financières pour la famille qui déménage régulièrement, chez des amis ou dans des refuges. Agressé verbalement et physiquement par son père, il assiste aux nombreuses disputes et bagarres entre ses jeunes parents.
Enfant, la violence se retrouve chez Najee, incapable de tenir en place à l'école, retournant la classe si bien que l'enseignant doit sortir les enfants de la pièce pour leur sécurité,. Lorsque le directeur d'école arrive pour discuter, il le frappe dans le ventre. La famille part habiter dans l'État de Washington où ses crises de colère se calment à l'aide du football américain et de l'aide de l'association First Place,. Sa mère obtient un diplôme médical, ce qui améliore la vie de la famille même s'ils continuent de régulièrement dormir dans un van.
Lors de sa première année au lycée d'Antioch, Najee Harris joue contre Joe Mixon, considéré comme l'un des meilleurs joueurs du pays suivi par de nombreux recruteurs. Harris utilise cette occasion pour se montrer à la fois offensivement et défensivement. Il rencontre aussi Marcus Malu, qui entraîne Mixon, et devient son entraîneur personnel,.
Harris court pour 7 948 yards et gagne toutes les récompenses possibles sur le terrain au niveau high school. Il démontre une grande éthique de travail avec trois entraînements par jour et une dernière saison lycéenne jouée malgré une déchirure du ménisque.

### Carrière universitaire
Le doute plane sur l'arrivée de Najee Harris à l'université de l'Alabama lorsqu'il visite les campus de Michigan et de Californie à la dernière minute. Considéré comme la meilleure recrue possible du pays, le running back confirme néanmoins son engagement au Crimson Tide de Nick Saban.
En tant que joueur de première année, Harris participe aux 14 matchs de la saison mais est limité au nombre d'action derrière les titulaires Damien Harris (en), Bo Scarbrough (en) et Josh Jacobs. Harris termine la saison avec un gain total de 370 yards en 61 courses (moyenne de 6,1 yards par course) et 3 touchdowns à la course. Lors de victoire 26 à 23 en finale nationale contre les Bulldogs de la Géorgie, il gagne 64 yards en 6 courses,.
La saison suivante, Harris est considéré comme troisième running back de l'équipe derrière Damien Harris et Josh Jacobs. Harris inscrit un touchdown lors de quatre des cinq premiers matchs de la saison mais n'en inscrit plus par la suite. Son meilleur match a lieu contre Arkansas State avec 13 courses pour un gain total de 135 yards. Sur la saison, il totalise en quinze matchs et 117 courses, 783 yards et quatre touchdowns.
Damien Harris et Josh Jacobs partis en NFL, Harris devient titulaire au poste de running back. Lui et Brian Robinson Jr. (en) dominent largement la production du backfield du Crimson Tide Le 14 septembre 2019, Harris inscrit deux touchdowns en réception lors de la victoire 47 à 23 contre les Gamecocks de la Caroline du Sud. Le 19 octobre lors de la victoire 35 à 13 contre les Volunteers du Tennessee, il effectue 21 courses pour 105 yards et deux touchdowns à la course Le 9 novembre lors de la défaite 41 à 46 contre les Tigers de LSU, il totalise en 19 courses pour 146 yards et un touchdown à la course en plus d'un touchdown en réception. Lors du match suivant à Mississippi State, Harris inscrit quatre touchdowns pour une victoire 38 à 7.
Lors de l'Iron Bowl perdu 45 à 48 contre Auburn, Harris effectue 27 courses pour 146 yards et un touchdown. Alabama termine la saison avec un bilan de 10 victoires pour 2 défaites et est invitée au Citrus Bowl. Harris y effectue 24 courses pour un gain de 136 yards et deux touchdowns lors de la victoire 35 à 16 contre les Wolverines du Michigan. Au cours de la saison 2019, Harris a effectué 209 courses pour un gain de 1 224 yards et 13 touchdowns ainsi que 27 réceptions pour un gain supplémentaire de 304 yards et sept touchdowns.
En raison de la pandémie de Covid-19 aux États-Unis, la saison 2020 d'Alabama est réduite à dix matchs entièrement contre des équipes de la conférence SEC. Harris est toujours le running back titulaire du Crimson Tide. Avec Robinson, ils continuent à effectuer la grande majorité des courses du backfield. Lors du match d'ouverture de la saison régulière contre les Tigers du Missouri, Harris effectue 17 courses pour un gain de 98 yards et trois touchdowns pour une victoire 38 à 19. Son meilleur match de la saison est celui de la victoire 63 à 48 contre les Rebels d'Ole Miss, où il effectue 23 courses pour 206 yards et cinq touchdowns. Lors de la victoire 41 à 24 contre les Bulldogs de la Géorgie, il réalise 31 courses pour un gain de 152 yards et un touchdown (moyenne de 4,9 yards). Contre Tennessee, il gagne 157 yards et inscrit trois touchdowns pour une victoire 48 à 17. Le 5 décembre, contre LSU, il effectue 21 courses pour 145 yards et deux touchdowns (victoire 55 à 17). En finale de la conférence SEC, il gagne un total de 245 yards (178 au sol et 67 en réceptions) et inscrit cinq touchdowns pour une victoire 52 à 46. Il termine cinquième au vote pour le trophée Heisman,. Alabama termine avec un bilan de 11 victoieres sans défaite et se qualifie pour les éliminatoires du football américain universitaire en tant que tête de série no 1,. En demi-finale, à l'occasion du Rose Bowl gagné 31 à 14 contre Notre Dame, Harris effectue 15 courses pour un gain total de 125 yards. En finale, Harris gagne un total de 158 yards et inscrit trois touchdowns lors de la victoire 52-24 contre les Buckeyes d'Ohio State, remportant ainsi son deuxième titre national.
Au terme de sa carrière universitaire, Harris se classe premier de l'histoire du Crimson Tide en termes de yards gagnés à la course (3 843), de yards gagnés à partir de la ligne d'engagement (4 624) et de touchdowns (57). Il est reconnu joueur All-American à l'unanimité et remporte le Doak Walker Award.

### Carrière professionnelle

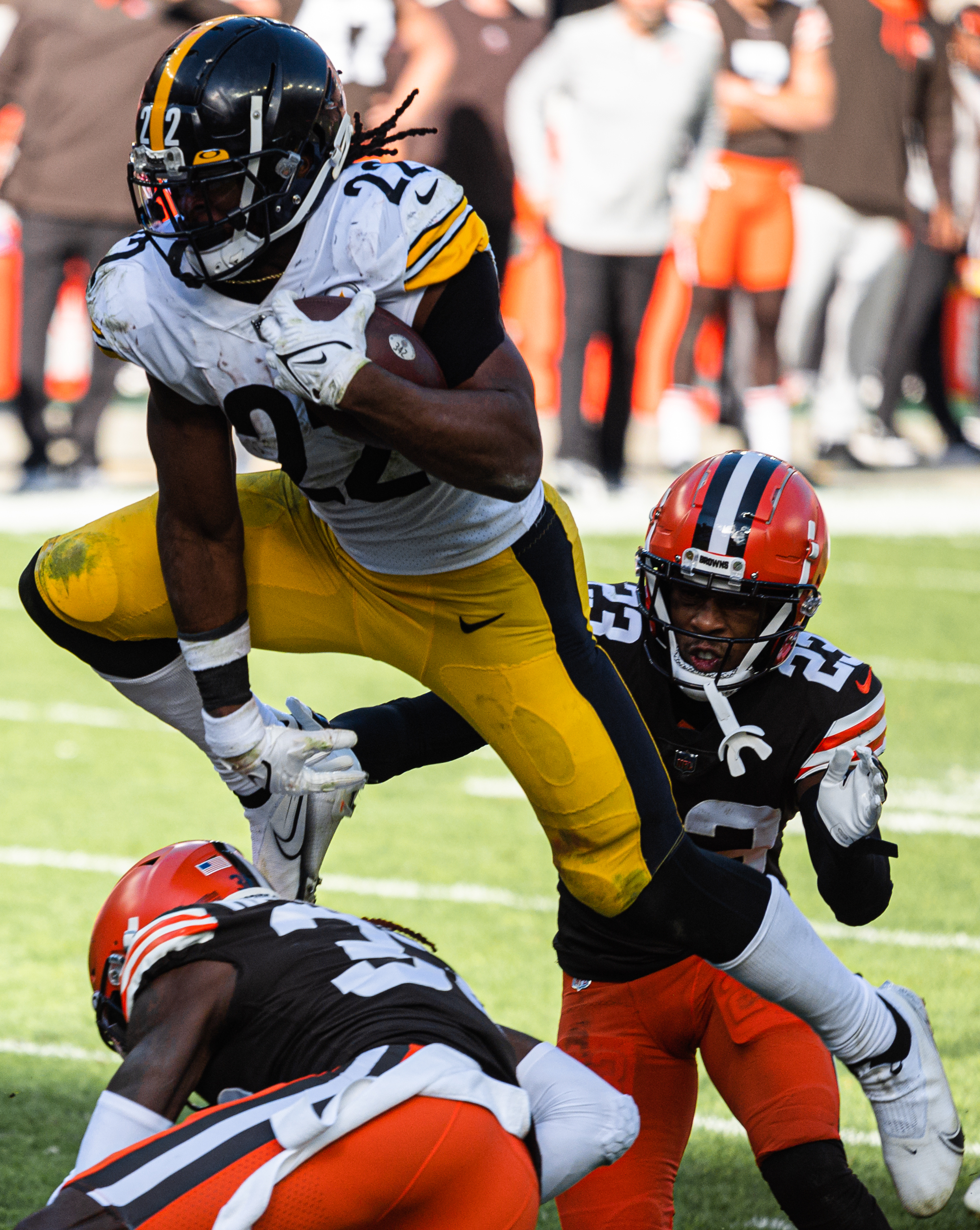
Najee Harris face aux Browns en 2021.

#### Draft
Najee Harris est sélectionné an 24e choix global lors du premier tour de la draft 2021 de la NFL par la franchise des Steelers de Pittsburgh. Il est le premier running back sélectionné à l'occasion de cette draft. Le joueur professionnel fête sa sélection dans le refuge de sans-abris de Greater Richmond, offrant de la nourriture à tous les pensionnaires du refuge.

#### Steelers de Pittsburgh
Titulaire dès sa première rencontre en NFL, Najee Narris impressionne après un début timide. Le running back conclut sa première année dans la ligue avec 1 200 yards gagnées à la course, battant le précédent record de yards par un coureur débutant des Steelers qui appartenait depuis 1972 à Franco Harris,. Après une saison d'apprentissage auprès du quarterback vétéran Ben Roethlisberger, qui prend sa retraite à la fin de la saison, Najee Harris est annoncé comme le joueur majeur de l'attaque et un potentiel capitaine des Steelers pour la saison 2022.

#### Chargers de Los Angeles
Le 12 mars 2025, Harris signe un contrat d'un an pour un montant de 9,5 millions de dollars avec les Chargers de Los Angeles.

## Statistiques

### Universitaires
| Année       | Équipe                    | Statut      | MJ |      | Courses | Courses | Courses | Courses |       | Passes réceptionnées | Passes réceptionnées | Passes réceptionnées | Passes réceptionnées |
| Année       | Équipe                    | Statut      | MJ | Nb.  | Yards   | Moy.    | TD      | Nb.     | Yards | Moy.                 | TD                   |                      |                      |
| 2017        | Crimson Tide de l'Alabama | Fr.         | 10 | 0 61 | 0 370   | 6,1     | 03      | 06      | 045   | 7,5                  | 0                    |                      |                      |
| 2018        | Crimson Tide de l'Alabama | So.         | 15 | 117  | 0 783   | 6,7     | 04      | 04      | 07    | 01,8                 | 0                    |                      |                      |
| 2019        | Crimson Tide de l'Alabama | Jr.         | 13 | 209  | 1 224   | 5,9     | 13      | 27      | 304   | 11,3                 | 07                   |                      |                      |
| 2020        | Crimson Tide de l'Alabama | Sr.         | 13 | 251  | 1 466   | 5,8     | 26      | 43      | 425   | 09,9                 | 04                   |                      |                      |
| Totaux NCAA | Totaux NCAA               | Totaux NCAA | 51 | 638  | 3 843   | 6,0     | 46      | 80      | 781   | 09,8                 | 11                   |                      |                      |

### Professionnelles
| Année      | Équipe                  | MJ |                | Courses        | Courses        | Courses        | Courses        |                | Passes réceptionnées | Passes réceptionnées | Passes réceptionnées | Passes réceptionnées |  | Fumbles | Fumbles |
| Année      | Équipe                  | MJ | Nb.            | Yards          | Moy.           | TD             | Nb.            | Yards          | Moy.                 | TD                   | Nb.                  | Perdus               |  |         |         |
| 2021       | Steelers de Pittsburgh  | 17 | 307            | 1 200          | 3,9            | 7              | 74             | 467            | 6,3                  | 3                    | 0                    | 0                    |  |         |         |
| 2022       | Steelers de Pittsburgh  | 17 | 272            | 1 034          | 3,8            | 7              | 41             | 229            | 5,6                  | 3                    | 3                    | 2                    |  |         |         |
| 2023       | Steelers de Pittsburgh  | 17 | 255            | 1 035          | 4,1            | 8              | 29             | 170            | 5,9                  | 0                    | 2                    | 1                    |  |         |         |
| 2024       | Steelers de Pittsburgh  | 17 | 263            | 1 043          | 4,0            | 6              | 36             | 283            | 7,9                  | 0                    | 0                    | 0                    |  |         |         |
| 2025       | Chargers de Los Angeles | ?  | Saison à venir | Saison à venir | Saison à venir | Saison à venir | Saison à venir | Saison à venir | Saison à venir       | Saison à venir       | ?                    | ?                    |  |         |         |
| Totaux NFL | Totaux NFL              | 68 | 1 097          | 4 312          | 3,9            | 28             | 180            | 1149           | 6,4                  | 6                    | 5                    | 3                    |  |         |         |

| Année      | Équipe                 | MJ |     | Courses | Courses | Courses | Courses |       | Passes réceptionnées | Passes réceptionnées | Passes réceptionnées | Passes réceptionnées |  | Fumbles | Fumbles |
| Année      | Équipe                 | MJ | Nb. | Yards   | Moy.    | TD      | Nb.     | Yards | Moy.                 | TD                   | Nb.                  | Perdus               |  |         |         |
| 2021       | Steelers de Pittsburgh | 1  | 12  | 29      | 2,4     | 0       | 2       | - 1   | -0,5                 | 0                    | 1                    | 1                    |  |         |         |
| 2023       | Steelers de Pittsburgh | 1  | 12  | 37      | 3,1     | 0       | 2       | 15    | 07,5                 | 0                    | 0                    | 0                    |  |         |         |
| 2024       | Steelers de Pittsburgh | 1  | 06  | 17      | 2,8     | 0       | 3       | 41    | 13,7                 | 0                    | 0                    | 0                    |  |         |         |
| Totaux NFL | Totaux NFL             | 3  | 30  | 83      | 2,8     | 0       | 7       | 55    | 7,9                  | 0                    | 1                    | 1                    |  |         |         |

## Pour approfondir

### Vidéographie
- (en) Najee Harris: Road to the Pros, 2021, AL.com, mini-série de quatre épisodes.